# Řád Karla I.
Řád Karla I. (rumunsky: Ordinul Carol I) bylo nejvyšší rumunské vyznamenání v době existence Rumunského království. Řád byl založen roku 1906 králem Karlem I., po němž byl také pojmenován.

## Historie a pravidla udílení
Řád založil 10. května 1906 rumunský král Karel I. při příležitosti oslav 40. výročí své vlády.  Nový řád byl pojmenován po svém zakladateli. Během doby, kdy byl řád státním vyznamenáním, byl často využíván k ocenění členů rumunské královské rodiny, rumunských předsedů vlád a dalších rumunských politiků a udílen byl i jako řád diplomatický zahraničním panovníkům a hlavám států, chotím těchto státníků a následníkům trůnu. Udílen byl i dalším osobám podle uvážení rumunského panovníka. Roku 1932 provedl rumunský král Karel II. rozsáhlou reformu rumunských vyznamenání. V rámci těchto změn byly zrušeny i dvě nižší třídy Řádu Karla I. Udílení řádu ženám umožnila reforma řádu ze dne 5. ledna 1944. Řád byl udílen každoročně 10. května v Den nezávislosti Rumunska.
Po pádu rumunské monarchie roku 1947 byl řád zrušen. Obnoven byl roku 2005 jako dynastický řád, který je udílen hlavou rumunské královské rodiny, a to převážně jejím členům. Obnovený řád je udílen ve čtyřech třídách a celkový počet členů řádu je omezen na 100.

## Insignie
Řádový odznak má tvar rumunského orla, který je položen na téměř čtvercové čtyřcípé hvězdě. Cípy jsou tvořeny různě dlouhými zlatými paprsky a symbolizují vycházející slunce. Celek je položen na červeně smaltovaném kříži. Orel je korunován rumunskou královskou korunou a drží v zobáku pravoslavný kříž. V pravém pařátu svírá meč krále Karla I. a v levém královské žezlo. Mezi pařáty je stuha s nápisem v rumunštině PRIN STATORNICIE LA IZBÂNDĂ (k vítězství díky připravenosti). Uprostřed orla je kulatý medailon s portrétem Karla I. Na zadní straně je ve středovém medailonu zlatý monogram krále Karla I.
Řádový řetěz je vyroben ze zlata a sestává z osmi článků ve tvaru erbů dunajských knížectví – Valašska, Moldávie, Olténie a Dobrudži. Mezi těmito erby je na každé straně řetězu erb dynastie Hohenzollernů. Mezi jednotlivými erby jsou články v podobě královského monogramu Karla I.  V místě připojení odznaku k řetězu je článek ve tvaru rumunské královské koruny. Na protější straně je spona ve tvaru orla.
Řádová hvězda existuje ve dvou typech. První typ má tvar zlaté osmicípé hvězdy položené na zlatých slunečních paprscích. Na hvězdě je položen stříbrný rumunský orel, který se svým provedením shoduje s orlem na řádovém odznaku. Tento typ hvězdy náleží třídám řetězu a velkokříže. Druhý typ má tvar podobný, hvězda je však čtyřcípá. Tento typ hvězdy náleží třídě velkodůstojníka.

Stuha je světle modrá se zlatými pruhy lemujícími oba okraje. Zlatými pruhy prochází úzký červený proužek.

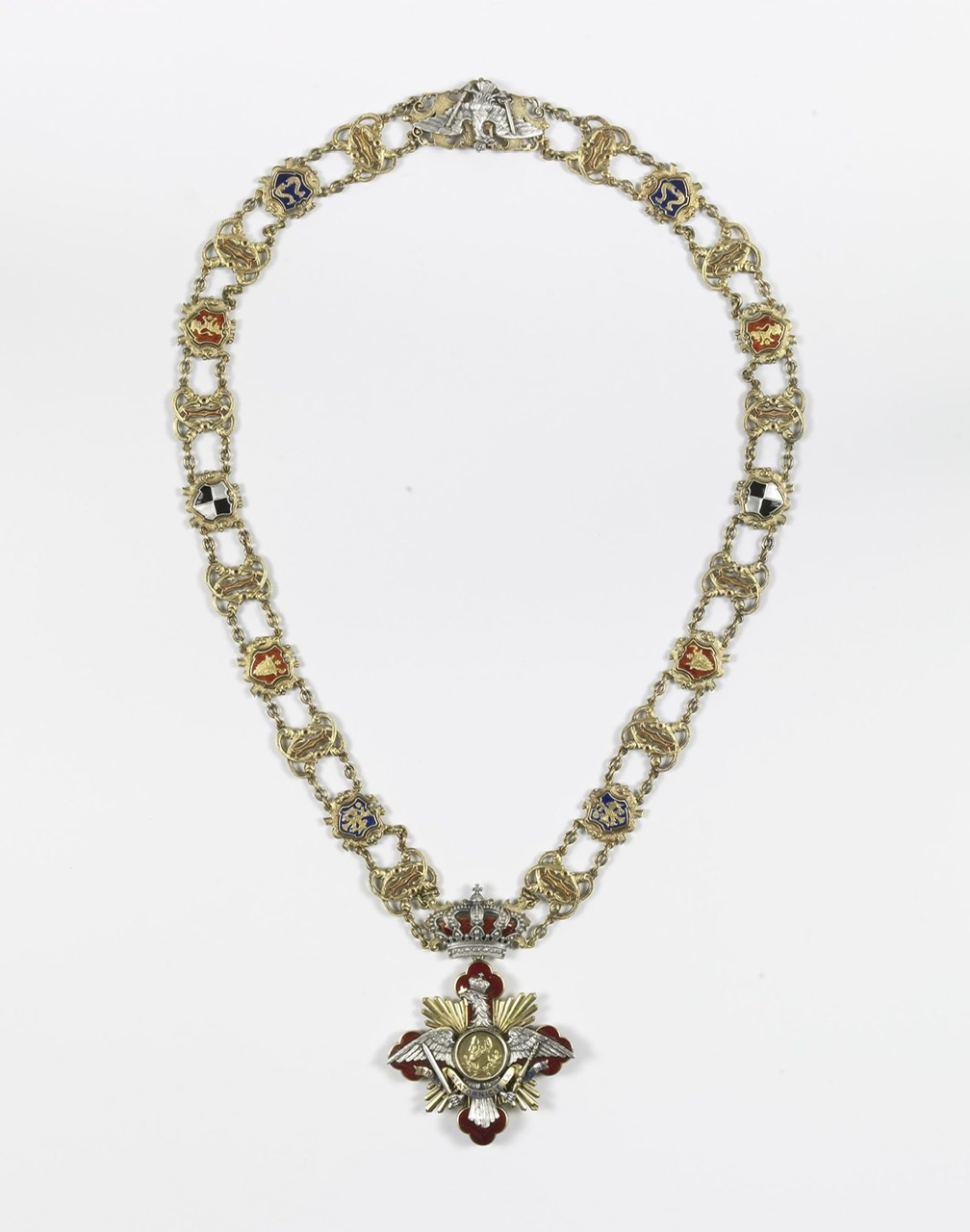
Řádový řetěz
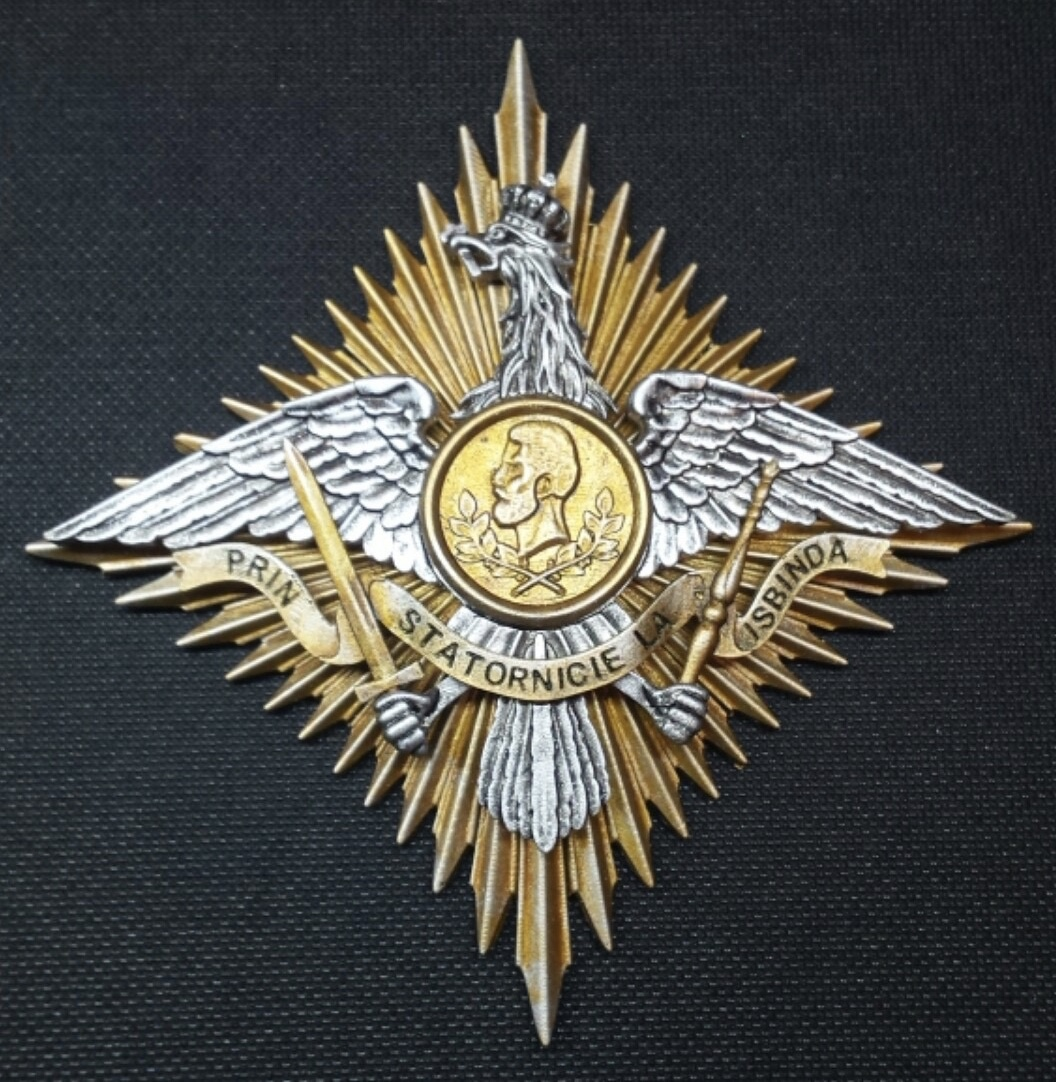
Řádová hvězda, třída velkodůstojníka
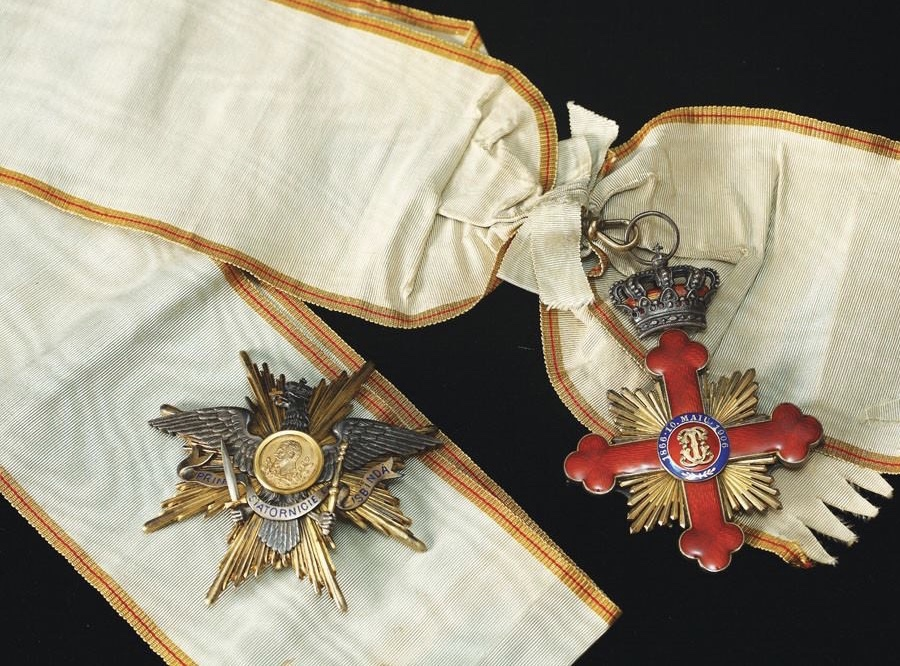
Insignie třídy velkokříže, odznak otočen zadní stranou nahoru
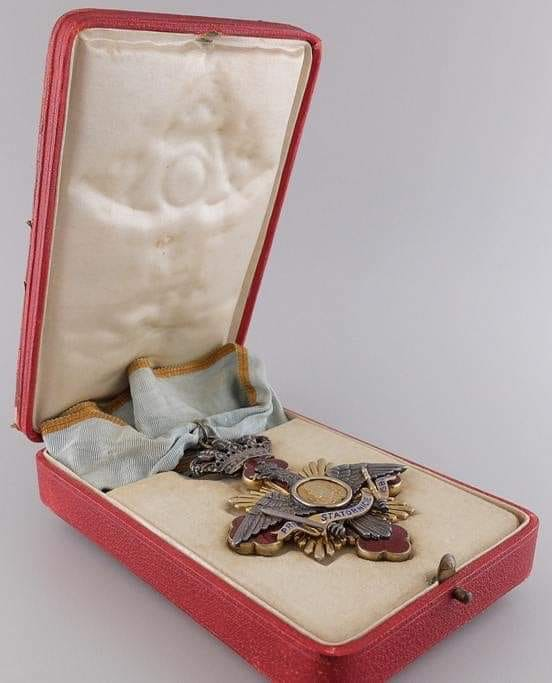
Insignie třídy komtura
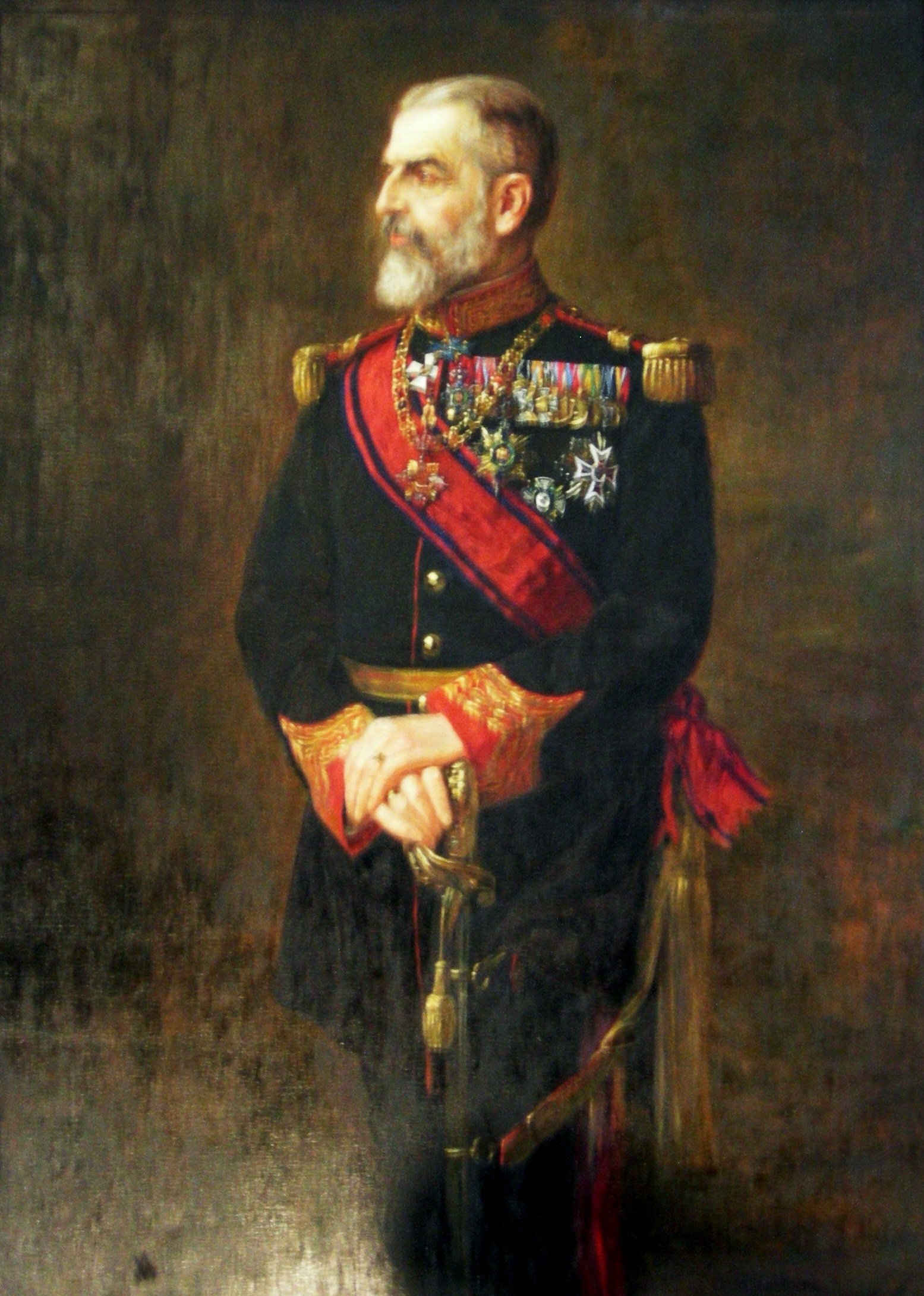
Portrét rumunského krále Karla I. v uniformě zdobené řadou vyznamenání včetně řetězu Řádu Karla I.

## Třídy
Řád byl udílen ve čtyřech třídách. Počet žijících členů řádu v jednotlivých třídách byl omezen. Tyto limity se nevztahovaly na cizince.
- řetěz – Řádový odznak se nosil na zlatém řetězu. Řádová hvězda se nosila nalevo na hrudi. Počet žijících členů této třídy byl omezen na 10.
- velkokříž – Řádový odznak se nosil na široké stuze spadající z pravého ramene na protilehlý bok. Řádová hvězda se nosila nalevo na hrudi. Počet žijících členů této třídy byl omezen na 20.
- velkodůstojník – Řádový odznak se nosil na stuze kolem krku. Řádová hvězda se nosila nalevo na hrudi. Počet žijících členů této třídy byl omezen na 30.
- komtur – Řádový odznak se nosil na stuze kolem krku. Řádová hvězda této třídě nenáležela. Počet žijících členů této třídy byl omezen na 40.